# Аджамская сельская община
Аджамская сельская община (укр. Аджамська сільська громада) — территориальная община в Кропивницком районе Кировоградской области Украины.
Административный центр — село Аджамка.
Население составляет 6051 человек. Площадь — 292,0 км².
Община создана 12 июня 2020 года, путём объединения территорий Аджамского, Веселовского, Новоалександровского и Червоноярского сельских советов Кропивницкого района.

## Населённые пункты
В состав общины входит 11 сёл:
- Аджамка
  - Григоровка
  - Павло-Николаевка
  - Приволье
- Веселовский старостинский округ:
  - Веселовка
  - Зелёный Гай
- Новоалександровский старостинский округ:
  - Медерово
  - Молодецкое
  - Новоалександровка
  - Нововладимировка
- Червноярский старостинский округ
  - Червоный Яр